# THE GUIDE (アルバム)
『THE GUIDE』（ザ・ガイド）は、2010年10月6日にSPECIAL OTHERSがビクターエンタテインメントからリリースした4枚目のフル・スタジオ・アルバム。規格品番：VIZL-398（初回限定盤DVD付）VICL-63658（通常盤）。

## 概要
前作『PB』から約1年半ぶりとなるフル・アルバム。初回限定盤には2010年7月4日横浜BLITZにて収録したライブ映像DVDが同梱されている。

## 収録曲
1. Wait for The Sun
2. It's my house
3. Parabola
4. The Guide
5. luster
6. Draft
7. Tomorrow
8. RCA
9. Go home
10. ido

### 初回限定盤DVD
1. Ubiquitous*
2. Wait for The Sun*
3. smile*
4. AIMS*
5. PB*
6. @2010 SUMMER

- Live at YOKOHAMA BLITZ 100704